# إيمان نوال
إيمان نويل (بالفرنسية: Imen Noël)‏ ولدت في 13 يناير 1985 بالجزائر العاصمة هي ممثلة جزائرية.

## سيرة شخصية
درست إيمان المحاسبة، ثم انتقلت إلى عرض الأزياء، وفي عام 2005 دخلت عالم التمثيل من خلال مشاركتها في سلسلة ناس ملاح سيتي 3 وحققت نجاح كبير وأصبحت من ألمع نجوم التمثيل في التلفزيون الجزائري والراديو والسينما.

## أعمالها

### مسلسلات
2020: أحوال الناس (موسم 1)
2025: صفية (ضيفة الشرف)
2025: الأرض

## روابط خارجية
- إيمان نوال على موقع IMDb (الإنجليزية)
- إيمان نوال على موقع ألو سيني (الفرنسية)